# 乔吉恩达尔纳加尔
乔吉恩达尔纳加尔（Jogindarnagar），是印度喜马偕尔邦Mandi县的一个城镇。总人口5046（2001年）。

## 人口
该地2001年总人口5046人，其中男性2660人，女性2386人；0—6岁人口518人，其中男296人，女222人；识字率78.97%，其中男性为83.68%，女性为73.72%。